# Ceanothus depressus
Ceanothus depressus là một loài thực vật có hoa trong họ Táo. Loài này được Benth. mô tả khoa học đầu tiên năm 1839.